# Nicolás Jarry
Nicolás Jarry Fillol (* 11. října 1995 Santiágo) je chilský profesionální tenista. Ve své dosavadní kariéře na okruhu ATP Tour vyhrál tři singlové a dva deblové turnaje. Na challengerech ATP a okruhu ITF získal jedenáct titulů ve dvouhře a patnáct ve čtyřhře.
Na žebříčku ATP byl ve dvouhře nejvýše klasifikován v květnu 2024 na 16. místě a ve čtyřhře v březnu 2019 na 40. místě. Trénuje ho Juan Ozon-Llacer. Dříve tuto roli plnil strýc a bývalý tenista Martín Rodríguez.
V juniorské kategorii skončil jako poražený finalista ve čtyřhře French Open 2013, když v boji o titul s krajanem Christianem Garínem podlehli britsko-portugalskému páru Kyle Edmund a Frederico Ferreira Silva. 
V chilském daviscupovém týmu debutoval v roce 2013 utkáním 1. skupiny Americké zóny proti Dominikánské republice, v němž s Jorgem Aguilarem prohráli čtyřhru a v neděli podlehl Robertu Cidovi. Chilané odešli poraženi 1:4 na zápasy a sestoupili do 2. skupiny. Do září 2024 v soutěži nastoupil k dvaceti mezistátním utkáním s bilancí 15–11 ve dvouhře a 6–4 ve čtyřhře.
Jeho dědem je bývalý chilský tenista a světová čtrnáctka z roku 1974 Jaime Fillol Durán. Teta Catalína Fillolová se stala ředitelkou challengeru v Santiagu, který v roce 2017 vyhrál. Za pozitivní dopingový test ve finále Davis Cupu 2019 na ligandrol a stanozolol mu Mezinárodní tenisová federace vyměřila jedenáctiměsíční zákaz startu, do listopadu 2020.

## Tenisová kariéra
V rámci hlavních soutěží dvouhry okruhu ITF debutoval v říjnu 2012, když na turnaj v rodném Santiágu obdržel divokou kartu. V úvodním kole podlehl Argentinci Gabrielu Alejandru Hidalgovi. Premiérový singlový titul na challengerech si odvezl z Claro Open 2017 v kolumbijském Medellínu. Ve finále přehrál portugalského hráče João Souzou až v tiebreaku závěrečné sady.

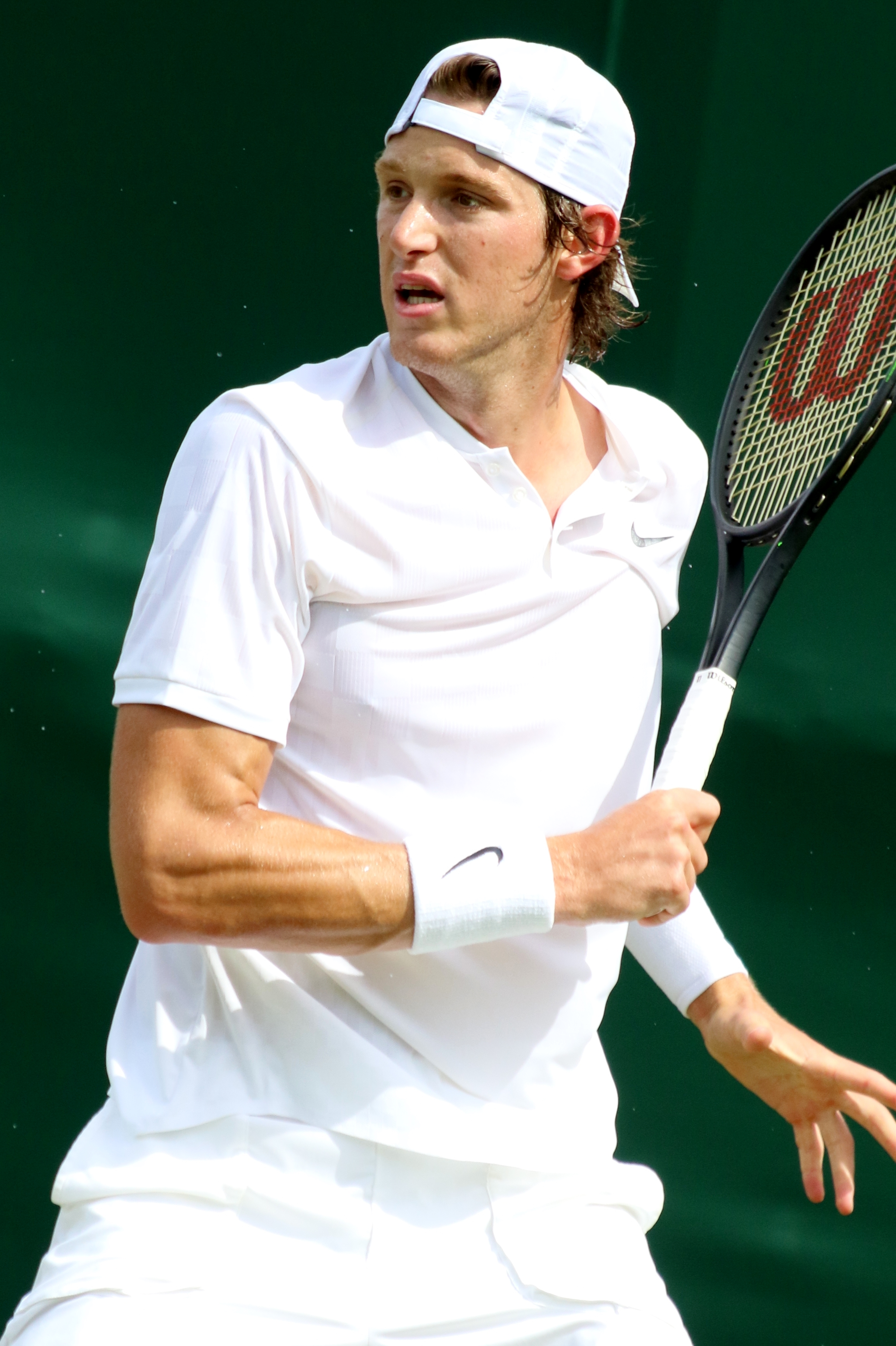
Forhend ve Wimbledonu 2017

Na okruhu ATP World Tour debutoval čtyřhrou VTR Open 2013 na antukových dvorcích ve Viña del Mar. Na divokou kartu s krajanem Christianem Garínem vypadli v úvodním kole se španělskou dvojicí Rubén Ramírez Hidalgo a Tommy Robredo. Dvouhru si poprvé zahrál na Ecuador Open Quito 2015 po zvládnuté kvalifikaci. V první fázi singlu přehrál Ekvádorce Gonzala Escobara, aby jej následně vyřadil sedmý nasazený Srb Dušan Lajović. Bodový zisk jej posunul do elitní světové dvoustovky žebříčku ATP. V rámci série ATP Masters odehrál první utkání na Miami Open 2016 v Key Biscayne, kde po zisku divoké karty skončil v prvním kole na raketě kazašského tenisty Sergije Stachovského.
Debut v hlavní soutěži nejvyšší grandslamové kategorie zaznamenal v mužském singlu French Open 2017 po zvládnuté tříkolové kvalifikaci, v jejímž posledním kole zdolal Američana Reillyho Opelku. V následné dvouhře jej na úvod zastavil Rus Karen Chačanov po čtyřsetovém průběhu. První přímou účast zaznamenal na Australian Open 2018, kde ve třech sadách úvodní fáze nestačil na Argentince Leonarda Mayera.
Do premiérového finále na okruhu ATP Tour postoupil ve čtyřhře Ecuador Open Quito 2018. V boji o titul s krajanem Hansem Podlipnikem-Castillem zvítězili nad americkou dvojicí Austin Krajicek a Jackson Withrow ve dvou setech. V následném vydání deblového žebříčku ATP z 12. února 2018 mu poprvé patřila 130. příčka. O necelý měsíc později prošel po výhře nad Horaciem Zeballosem do prvního finále dvouhry na Brasil Open 2018 v São Paulu. V něm jej přehrál druhý nasazený Ital Fabio Fognini po třísetovém průběhu. Do utkání přitom Jarry vstoupil ziskem třinácti míčů v řadě i první sady po 22 minutách. Následně však 30letý Ital průběh utkání otočil. Ve čtvrtfinále hamburského German Open 2018 porazil člena elitní světové desítky Dominica Thiema a následně podlehl gruzínskému kvalifikantovi Nikolozi Basilašvilimu. Další semifinálové účasti dosáhl na Generali Open Kitzbühel 2018, kde soutěž opustil po porážce od Uzbeka Denise Istomina.

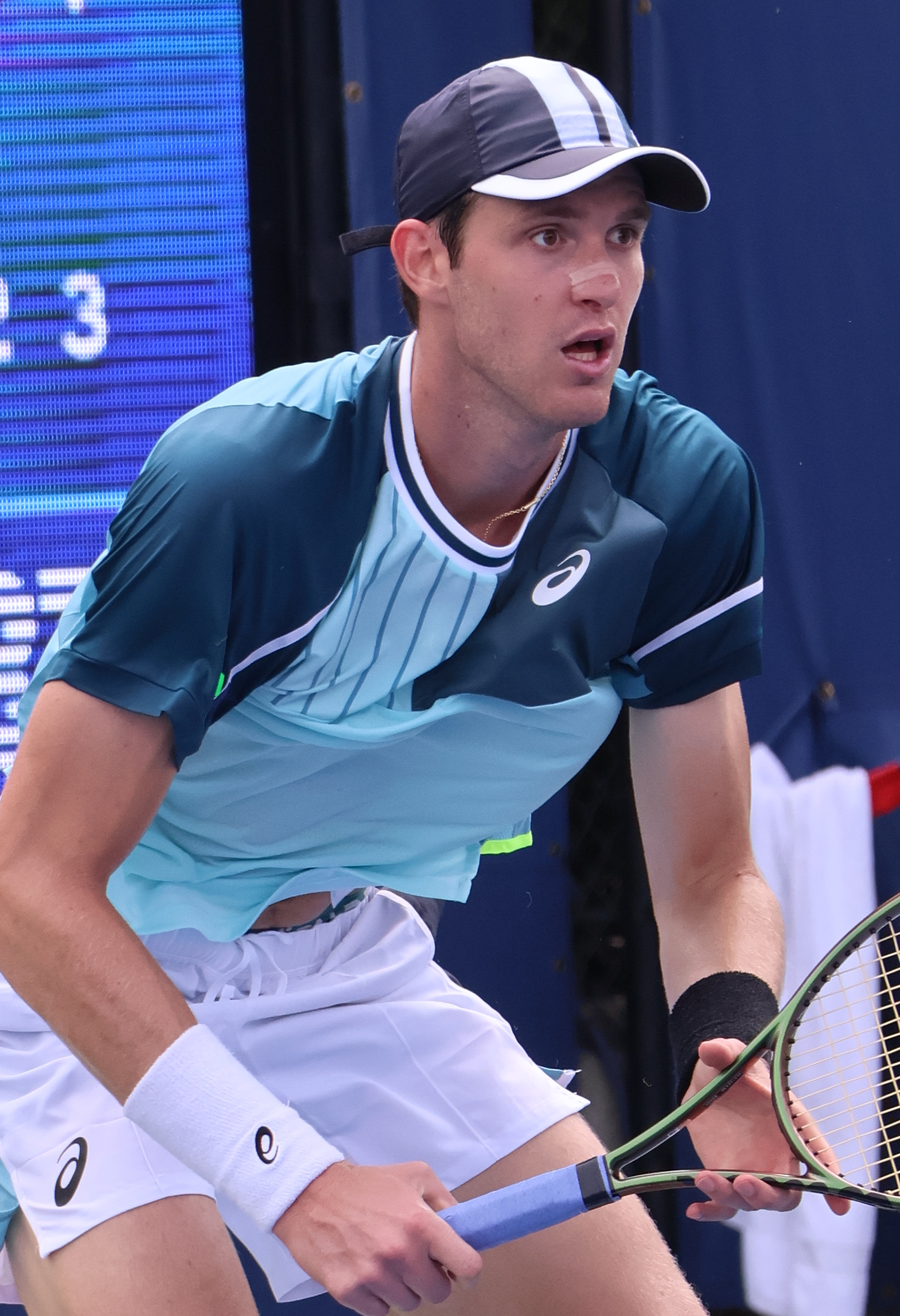
Během US Open 2023

Týden po semifinálové účasti na Rio Open 2023 z kategorie ATP 500 získal druhý titul na santiagském Chile Open 2023, kde zvládl závěrečný zápas proti Argentinci Tomási Martínu Etcheverrymu. Třetí singlovou trofej vybojoval na antukovém Geneva Open 2023. Do finále prošel přes světovou čtyřku a dvojnásobného obhájce Caspera Ruuda a Alexandra Zvereva. Proti Ruudovi dosáhl páté výhry nad členem první světové desítky a první takové od roku 2019. V zápase o titul zdolal čtvrtého nasazeného Bulhara Grigora Dimitrova po dvousetovém průběhu. Po skončení se posunul na nové kariérní maximum, 35. místo žebříčku. Následně premiérově postoupil do třetí fáze French Open 2023 po výhrách nad Bolivijcem Hugem Dellienem a šestnáctým nasazeným Američanem Tommym Paulem. V osmifinále nezvládl koncovky tří setů s pozdějším finalistou Casperem Ruudem, proti němuž využil jen tři ze sedmnácti brejkbolů.
Na římském Internazionali BNL d'Italia 2024 se ve 28 letech probojoval do prvního semifinále i finále Mastersu. Mezi poslední osmičkou přehrál osmého muže pořadí Stefanose Tsitsipase. Řeka porazil ve čtvrtém ze šesti vzájemných duelů a připsal si desátou výhru nad členem z elitní světové desítky. Nezastavila jej ani americká jednička Taylor Fritz. Až ze souboje o titul odešel poražen od německé světové pětky Alexandra Zvereva, jemuž podlehl v pátém ze sedmi vzájemných utkání. Stal se tak prvním chilským finalistou Mastersu od Fernanda Gonzáleze na Rome Masters 2007. Posun o osm příček výšek, na 16. místo, znamenal nové žebříčkové maximum.

## Dopingová kauza
Pozitivní dopingový test na selektivní modulátor receptoru androgenu ligandrol a anabolický steroid stanozolol měl 19. listopadu 2019 po mezistátním utkání Chile s Argentinou na finálovém turnaji Davis Cupu 2019. Informaci oznámil v lednu 2020, s tím že jej Mezinárodní tenisová federace (ITF) do vyřešení případu suspendovala. Přítomnost zakázaných látek v těle zdůvodnil možnou kontaminací doplňků stravy z Brazílie. V dubnu 2020 mu ITF vyměřila jedenáctiměsíční zákaz startu, s vypršením v listopadu téhož roku.

## Finále na okruhu ATP Tour
| Legenda                       |
| ----------------------------- |
| D – dvouhra; Č – čtyřhra      |
| Grand Slam (0)                |
| Turnaj mistrů (0)             |
| ATP Tour Masters 1000 (0–1 D) |
| ATP Tour 500 (1–0 Č)          |
| ATP Tour 250 (3–3 D; 1–0 Č)   |

### Dvouhra: 7 (3–4)
| Stav      | č. | datum             | turnaj                  | povrch     | soupeř ve finále        | výsledek                |
| --------- | -- | ----------------- | ----------------------- | ---------- | ----------------------- | ----------------------- |
| Finalista | 1. | 4. března 2018    | São Paulo, Brazílie     | antuka (h) | Fabio Fognini           | 6–1, 1–6, 4–6           |
| Finalista | 2. | 19. května 2019   | Ženeva, Švýcarsko       | antuka     | Alexander Zverev        | 3–6, 6–3, 6–7(8–10)     |
| Vítěz     | 1. | 21. července 2019 | Båstad, Švédsko         | antuka     | Juan Ignacio Londero    | 7–6(9–7), 6–4           |
| Vítěz     | 2. | 5. března 2023    | Santiago, Chile         | antuka     | Tomás Martín Etcheverry | 6–7(5–7), 7–6(7–5), 6–2 |
| Vítěz     | 3. | 27. května 2023   | Ženeva, Švýcarsko       | antuka     | Grigor Dimitrov         | 7–6(7–1), 6–1           |
| Finalista | 3. | 18. února 2024    | Buenos Aires, Argentina | antuka     | Facundo Díaz Acosta     | 3–6, 4–6                |
| Finalista | 4. | 19. května 2024   | Řím, Itálie             | antuka     | Alexander Zverev        | 4–6, 5–7                |

### Čtyřhra: 2 (2–0)
| Stav  | č. | datum          | turnaj                   | povrch | spoluhráč       | soupeři ve finále                      | výsledek              |
| ----- | -- | -------------- | ------------------------ | ------ | --------------- | -------------------------------------- | --------------------- |
| Vítěz | 1. | 11. února 2018 | Quito, Ekvádor           | antuka | Hans Podlipnik  | Austin Krajicek Jackson Withrow        | 7–6(8–6), 6–3         |
| Vítěz | 2. | 24. února 2019 | Rio de Janeiro, Brazílie | antuka | Máximo González | Thomaz Bellucci Rogério Dutra da Silva | 6–7(3–7), 6–3, [10–7] |

## Finále na challengerech ATP a okruhu Futures
| Legenda                    |
| -------------------------- |
| Challengery (5–5 D; 5–3 Č) |
| Futures (6–5 D; 7–5 Č)     |

### Dvouhra: 21 (11–10)
| Stav      | č. | datum              | turnaj                     | povrch | soupeř ve finále            | výsledek                |
| --------- | -- | ------------------ | -------------------------- | ------ | --------------------------- | ----------------------- |
| Finalista | 1. | 27. ledna 2014     | Carlos Paz, Argentina      | antuka | Andrea Collarini            | 6–3, 0–6, 2–6           |
| Finalista | 2. | 17. března 2014    | Santiago, Chile            | antuka | Gonzalo Lama                | 1–6, 2–6                |
| Vítěz     | 1. | 5. května 2014     | Orange Park, Spojené státy | antuka | Mitchell Krueger            | 6–1, 7–6(8–6)           |
| Finalista | 3. | 2. června 2014     | Madrid, Španělsko          | antuka | Cristian Garín              | 6–3, 3–6, 1–6           |
| Finalista | 4. | 23. června 2014    | Šabac, Srbsko              | antuka | Pedja Krstin                | 7–5, 4–6, 6–7(5–7)      |
| Vítěz     | 2. | 30. června 2014    | Saarlouis, Německo         | antuka | Mats Moraing                | 6–4, 4–6, 6–4           |
| Finalista | 1. | 21. září 2014      | Quito, Ekvádor             | antuka | Horacio Zeballos            | 4–6, 6–7(8–10)          |
| Finalista | 5. | 21. srpna 2016     | Mediaș, Rumunsko           | antuka | Miliaan Niesten             | 7–6(7–3), 2–6, 6–7(4–7) |
| Vítěz     | 3. | 28. srpna 2016     | Galați, Rumunsko           | antuka | Gabriel Alejandro Hidalgo   | 6–3, 6–1                |
| Vítěz     | 4. | 4. prosince 2016   | Talca, Chile               | antuka | Bastian Malla               | 6–1, 7–6(7–3)           |
| Vítěz     | 5. | 18. prosince 2016  | Talca, Chile               | antuka | Cristóbal Saavedra-Corvalán | 2–6, 6–1, 6–4           |
| Vítěz     | 6. | 25. prosince 2016  | Santiago, Chile            | antuka | Bastian Malla               | 6–3, 6–3                |
| Finalista | 2. | 26. února 2017     | Cuernavaca, Mexiko         | tvrdý  | Alexandr Bublik             | 6–7(5–7), 4–6           |
| Finalista | 3. | 11. března 2017    | Santiago, Chile            | antuka | Rogério Dutra da Silva      | 5–7, 3–6                |
| Vítěz     | 1. | 16. července 2017  | Medellín, Kolumbie         | antuka | João Souza                  | 6–1, 3–6, 7–6(7–0)      |
| Vítěz     | 2. | 3. září 2017       | Quito, Ekvádor             | antuka | Gerald Melzer               | 6–3, 6–2                |
| Vítěz     | 3. | 18. listopadu 2017 | Santiago, Chile            | antuka | Marcelo Arévalo             | 6–1, 7–5                |
| Vítěz     | 4. | duben 2021         | Salinas, Ekvádor           | tvrdý  | Nicolás Mejía               | 7–6(9–7), 6–1           |
| Finalista | 4. | květen 2021        | Salinas, Ekvádor           | tvrdý  | Emilio Gómez                | 6–4, 6–7(6–8), 4–6      |
| Finalista | 5. | srpen 2021         | Lüdenscheid, Německo       | antuka | Daniel Altmaier             | 6–7(1–7), 6–4, 3–6      |
| Vítěz     | 5. | říjen 2021         | Lima, Peru                 | antuka | Juan Manuel Cerúndolo       | 6–2, 7–5                |

### Čtyřhra (15 titulů)
| č. | datum             | turnaj                     | povrch | spoluhráč                    | soupeři ve finále                                     | výsledek              |
| -- | ----------------- | -------------------------- | ------ | ---------------------------- | ----------------------------------------------------- | --------------------- |
| 1. | 22. října 2012    | Villa Alemana, Chile       | antuka | Gonzalo Lama                 | Gabriel Hidalgo Mauricio Pérez Mota                   | 5–7, 6–3, 10–4        |
| 2. | 29. dubna 2013    | Santiago, Chile            | antuka | Cristian Garín               | Guillermo Rivera-Aránguiz Cristóbal Saavedra-Corvalán | 6–2, 6–2              |
| 1. | 20. dubna 2014    | Santiago, Chile            | antuka | Cristian Garín               | Jorge Aguilar Hans Podlipnik-Castillo                 | bez boje              |
| 3. | 12. května 2014   | Orange Park, Spojené státy | antuka | Tiago Lopes                  | Bjorn Fratangelo Mitchell Krueger                     | 7–5, 6–1              |
| 4. | 31. srpna 2014    | Medellín, Kolumbie         | antuka | Fabiano de Paula             | Dean O'Brien Juan-Carlos Spir                         | 2–6, 6–2, 11–9        |
| 2. | 25. října 2014    | Córdoba, Argentina         | antuka | Marcelo Demoliner            | Hugo Dellien Juan Ignacio Londero                     | 6–3, 7–5              |
| 5. | 7. února 2016     | Palm Coast, Spojené státy  | antuka | Juan Carlos Sáez             | Péter Nagy Will Spencer                               | 6–1, 6–2              |
| 3. | 10. července 2016 | Cali, Kolumbie             | antuka | Hans Podlipnik-Castillo      | Erik Crepaldi Daniel Dutra da Silva                   | 6–1, 7–6(8–6)         |
| 6. | 21. srpna 2016    | Mediaș, Rumunsko           | antuka | Simón Navarro                | Victor-Mugurel Anagnastopol Victor Vlad Cornea        | 6–3, 6–4              |
| 7. | 25. prosince 2016 | Santiago, Chile            | antuka | Guillermo Núñez              | Carlos Cuevas Juan Pablo Paz                          | 6–3, 7–5              |
| 4. | 11. března 2017   | Santiago, Chile            | antuka | Tomás Barrios                | Máximo González Andrés Molteni                        | 6–4, 6–3              |
| 5. | 12. srpna 2017    | Floridablanca, Kolumbie    | antuka | Sergio Galdós                | Sekou Bangoura Evan King                              | 6–3, 5–7, [10–1]      |
| 6. | 9. října 2021     | Santiago, Mexiko           | antuka | Diego Hidalgo                | Evan King Max Schnur                                  | 6–3, 5–7, [10–6]      |
| 7. | 23. října 2021    | Bogotá, Kolumbie           | antuka | Roberto Quiroz               | Nicolás Barrientos Alejandro Gómez                    | 6–7(4–7), 7–5, [10–4] |
| 8. | 9. dubna 2022     | Ciudád de Mexico, Mexiko   | antuka | Matheus Pucinelli de Almeida | Jonathan Eysseric Artem Sitak                         | 6-2, 6-3              |

## Finále na juniorském Grand Slamu

### Čtyřhra: 1 (0–1)
| stav      | rok  | turnaj      | Povrch | spoluhráč      | soupeř ve finále                     | výsledek |
| --------- | ---- | ----------- | ------ | -------------- | ------------------------------------ | -------- |
| Finalista | 2013 | French Open | antuka | Cristian Garín | Kyle Edmund Frederico Ferreira Silva | 3–6, 3–6 |